# Ponte nelle Alpi
Ponte nelle Alpi é uma comuna italiana da região do Vêneto, província de Belluno, com cerca de 8.472 habitantes. Estende-se por uma área de 57 km², tendo uma densidade populacional de 139 hab/km². Faz fronteira com Belluno, Farra d'Alpago, Longarone, Pieve d'Alpago, Puos d'Alpago, Soverzene.

## Demografia
| Variação demográfica do município entre 1861 e 2011                               |
|                                                                                   |
| Fonte: Istituto Nazionale di Statistica (ISTAT) - Elaboração gráfica da Wikipedia |